# Ereixkigal
Ereixkigal (𒀭𒊩𒆠𒃲 Ereškigal, "gran dama sota terra") era la deessa de Kur o d'Irkalla, l'infern en la mitologia sumerobabilònica. És filla d'Anu, esposa de Nergal i germana d'Ixtar (amb qui la confonen alguns mites), era l'encarregada del judici final sobre el difunt. Va tenir diversos fills: amb Enlil va engendrar Namtar i amb Gugalanna el déu Ninazu. Simbolitza les estacions fredes, on la Terra no produeix, en un mite que va inspirar la història de Persèfone.
Els mites principals que parlen d'aquesta deessa expliquen que Nergal va descendir a l'infern i va mantenir relacions sexuals amb ella. El límit màxim per retornar al món dels vius era de sis dies. Segons una versió, ell va poder escapar abans del setè dia i la deessa, desesperada, va amenaçar Anu que retornaria tots els morts a la Terra si no li retornava el seu amant. Nergal va baixar a l'infern i la va reptar a lluitar. Victoriós, estava a punt de decapitar-la quan ella li confessà el seu amor i li oferí regnar junts. Segons una altra versió Nergal no va aconseguir fugir a temps, ja que quan anava a escapar, ella el va seduir amb un vestit transparent i quedà atrapat a l'inframón. Per amor, ella li va oferir de compartir el regne.
El mite principal on es parla d'Ereixkigal és l'anomenat Descens d'Inanna a l'inframón, on Inanna va a Irkalla al funeral de Gugalanna. Altres mites parlen de la relació amb Ninazu, originàriament el seu fill, però de vegades el seu marit, i també amb Ningishzida, una altra divinitat de l'inframón.